# Prästvallssjön
Prästvallssjön är en sjö i Hudiksvalls kommun i Hälsingland och ingår i Delångersåns huvudavrinningsområde. Sjön är 9,5 meter djup, har en yta på 0,0858 kvadratkilometer och befinner sig 322,2 meter över havet. Sjön avvattnas av vattendraget Vallaån.

## Delavrinningsområde
Prästvallssjön ingår i det delavrinningsområde (683947-154748) som SMHI kallar för Ovan Bredb.. Medelhöjden är 272 meter över havet och ytan är 13,7 kvadratkilometer. Det finns inga avrinningsområden uppströms utan avrinningsområdet är högsta punkten. Vallaån som avvattnar avrinningsområdet har biflödesordning 3, vilket innebär att vattnet flödar genom totalt 3 vattendrag innan det når havet efter 63 kilometer. Avrinningsområdet består mestadels av skog (92 procent). Avrinningsområdet har 0,08 kvadratkilometer vattenytor vilket ger det en sjöprocent på 0,6 procent.